# Grupo Areion
El Grupo Areion es el primer editor de prensa francés especializado en relaciones internacionales y asuntos estratégicos. Con base en Aix-en-Provence, edita una decena de periódicos y de revistas con difusión en Francia (Presstalis) así como en una treintena de otros países. El Grupo Areion está dirigido por el geógrafo y politólogo francés Alexis Bautzmann, su fundador (2003).

## Principales títulos editados
- Diplomatie (Sitio Oficial) : 
  - Bimensual, consagrado a relaciones internacionales y a cuestiones geopolíticas contemporáneas;
  - Creado en febrero de 2003 por Alexis Bautzmann, y vendido ese mismo año al Grupo Areion;
  - Difundido a 40 000 ejemplares en Francia y en otros 37 países.

- Moyen-Orient (Sitio Oficial) :
  - Trimestral, consagrado a geopolítica y a geoestrategia del Medio-Oriente;
  - Creado en agosto de 2009 por el Grupo Areion;
  - Difundido a 35 000 ejemplares en Francia y en otros 18 países.

- Carto (Sitio Oficial) :
  - Bimestral, consagrado al análisis de la actualidad internacional a través de mapas;
  - Creado en julio de 2010 por el Grupo Areion;
  - Difundido a 40 000 ejemplares en Francia y en otros 26 países.

- Défense et Sécurité internationale (DSI) (Sitio Oficial) :
  - Mensual, consagrado a asuntos geoestratégicos y militares;
  - Creado en enero de 2005 por el Grupo Areion;
  - Difundido a 50 000 ejemplares en Francia y en otros 28 países.

- Technology and Armament (Sitio Oficial) :
  - Bimestral (inicialmente trimestral), consagrado a ciencias y a tecnologías de defensa;
  - Creado en mayo de 2006 y con el nombre Technologie & Armement por el Grupo Areion;
  - Renombrado DSI-Technologies en septiembre de 2008;
  - Cambia nuevamente de formato en 2010 para ser integralmente anglófono;
  - Difundido a 25 000 ejemplares en Francia y en otros 22 países.

- Histoire & Stratégie (Sitio Oficial Archivado el 11 de diciembre de 2011 en Wayback Machine.) :
  - Bimestral, consagrado a historia y a estrategias militares;
  - Creado en junio de 2010 por el Grupo Areion;
  - Difundido a 25 000 ejemplares en Francia y en otros 12 países.

- Europa (Sitio Oficial) :
  - Trimestral, consagado a la geopolítica europea;
  - Creado en noviembre de 2009 por el Grupo Areion;
  - Difundido a 30 000 ejemplares en Francia y en otros 14 países.

## Títulos discontinuados o modificados
- Enjeux Méditerranée (Sitio oficial Archivado el 16 de enero de 2021 en Wayback Machine.) : 
  - Trimestral, consagrado a asuntos económicos y políticos de Europa meridional, Magreb, Machrek, Golfo Pérsico;
  - Creado en abril de 2006 por el Grupo Areion, y transformado en nueva fórmula a través de la revista Moyen-Orient;
  - Difundido a 35 000 ejemplares, en Francia y en otros 14 países.